# Hartley (unidad)
El hartley (símbolo Hart), también llamado ban o dit (abreviatura de decimal digit ), es una unidad logarítmica que mide información o entropía, basada en logaritmos de base 10 y potencias de 10, en lugar de potencias de 2 y logaritmos de base 2 que definen el bit o shannon. Un ban o hartley es el contenido de información de un evento si la probabilidad de que el evento ocurra es 1/10. Por lo tanto, es igual a la información contenida en un dígito decimal (o dit), suponiendo la equiprobabilidad a priori de cada valor posible. 
Al igual que un bit corresponde a un dígito binario, un ban corresponde a un dígito decimal. Un deciban es una décima parte de un ban; el nombre está formado por ban con el prefijo del SI deci- . 
Un hartley corresponde a log2 (10) bit = ln (10) nat, o aproximadamente 3.322 Sh, o 2.303 nat. Un deciban es aproximadamente 0.332 Sh. 
Aunque no es una unidad del SI, el Hartley es parte del Sistema Internacional de Cantidades, definido por la Norma Internacional IEC 80000-13 de la Comisión Electrotécnica Internacional. Lleva el nombre de Ralph Hartley. 

## Historia
El término Hartley lleva el nombre de Ralph Hartley, quien sugirió en 1928 utilizar  para medir la información una base logarítmica igual al número de estados distinguibles en su representación, lo que sería la base 10 de un dígito decimal.
El ban y el deciban fueron inventados por Alan Turing en colaboración con I. J. Good en 1940, para medir la cantidad de información que los descifradores de códigos de Bletchley Park podían deducir mediante el procedimiento denominado Banburismus,  con el fin de determinar la configuración desconocida de cada día de la máquina de cifrado naval alemana Enigma. El nombre se inspiró en las enormes hojas de cartulina, impresas en la ciudad de Banbury, a unas 30 millas de distancia, que se utilizaron en el proceso.
Jack Good argumentó que la suma secuencial de decibans para construir una medida del peso de la evidencia a favor de una hipótesis, es esencialmente un proceso de inferencia bayesiana. Donald A. Gillies, sin embargo, argumentó que el ban es, en efecto, lo mismo que la medida de Karl Popper de la rigurosidad de una prueba.

## Uso como unidad de probabilidad
El deciban es una unidad particularmente útil para las probabilidades de registro, especialmente como una medida de información sobre factores de Bayes, razones de probabilidades (cocientes de probabilidades, por lo que una probabilidad de registro es la diferencia de probabilidades de registro al calcularse logarítmicamente) o ponderaciones de evidencia. 10 decibans corresponde a probabilidades de 10:1; 20 decibans a probabilidades de 100:1, etc. Según I. J. Good, un cambio en el peso de la evidencia de 1 deciban (es decir, un cambio en las probabilidades de igualar a aproximadamente 5:4) coincide con la medida en la que los humanos pueden razonablemente cuantificar su grado de creencia en una hipótesis.
Las probabilidades correspondientes a los decibans enteros a menudo se pueden aproximar bien mediante razones enteras simples, que se listan a continuación. La tabla contiene un valor con dos decimales, una aproximación simple (dentro de aproximadamente el 5%), y una aproximación más precisa (dentro del 1%) si la aproximación simple no es precisa: 
| decibans | Valor exacto | Valor aproximado | Proporción aproximada | Proporción precisa | Probabilidad |
| -------- | ------------ | ---------------- | --------------------- | ------------------ | ------------ |
| 0        | 100/10       | 1                | 1:1                   |                    | 50%          |
| 1        | 101/10       | 1,26             | 5:4                   |                    | 56%          |
| 2        | 102/10       | 1,58             | 3:2                   | 8:5                | 61%          |
| 3        | 103/10       | 2,00             | 2:1                   |                    | 67%          |
| 4        | 104/10       | 2,51             | 5:2                   |                    | 71,5%        |
| 5        | 105/10       | 3.16             | 3:1                   | 19:6, 16:5         | 76%          |
| 6        | 106/10       | 3.98             | 4:1                   |                    | 80%          |
| 7        | 107/10       | 5.01             | 5:1                   |                    | 83%          |
| 8        | 108/10       | 6.31             | 6:1                   | 19:3, 25:4         | 86%          |
| 9        | 109/10       | 7,94             | 8:1                   |                    | 89%          |
| 10       | 1010/10      | 10               | 10:1                  |                    | 91%          |